# Leichtathletik-Weltmeisterschaften 2019/Teilnehmer (Japan)
| Gelbes Symbol für Goldmedaillen mit stilisierten Olympischen Ringen | Graues Symbol für Silbermedaillen mit stilisierten Olympischen Ringen | Braundes Symbol für Bronzemedaillen mit stilisierten Olympischen Ringen |
| ------------------------------------------------------------------- | --------------------------------------------------------------------- | ----------------------------------------------------------------------- |
| 2                                                                   | —                                                                     | 1                                                                       |

Der Leichtathletikverband von Japan will an den Leichtathletik-Weltmeisterschaften 2019 in Doha teilnehmen. 60 Athletinnen und Athleten wurden Mitte September vom japanischen Verband nominiert.

## Ergebnisse

### Frauen

#### Laufdisziplinen
| Athletin          | Disziplin        | Vorlauf              | Vorlauf              | Halbfinale           | Halbfinale           | Finale               | Finale               |
| Athletin          | Disziplin        | Zeit                 | Platz                | Zeit                 | Platz                | Zeit                 | Platz                |
| ----------------- | ---------------- | -------------------- | -------------------- | -------------------- | -------------------- | -------------------- | -------------------- |
| Tomoka Kimura     | 5000 m           | 15:53,08 min         | 24                   |                      |                      | DNQ                  | DNQ                  |
| Nozomi Tanaka     | 5000 m           | 15:04,66 min PB      | 12                   |                      |                      | 15:00,01 min PB      | 14                   |
| Rina Nabeshima    | 5000 m           | nicht auf Startliste | nicht auf Startliste | nicht auf Startliste | nicht auf Startliste | nicht auf Startliste | nicht auf Startliste |
| Rina Nabeshima    | 10.000 m         | nicht auf Startliste | nicht auf Startliste | nicht auf Startliste | nicht auf Startliste | nicht auf Startliste | nicht auf Startliste |
| Hitomi Niiya      | 10.000 m         |                      |                      |                      |                      | 31:12,99 min SB      | 11                   |
| Minami Yamanouchi | 10.000 m         |                      |                      |                      |                      | 32:53,46 min         | 19                   |
| Ayano Ikemitsu    | Marathon         |                      |                      |                      |                      | DNF                  | DNF                  |
| Madoka Nakano     | Marathon         |                      |                      |                      |                      | 2:42:39 h            | 11                   |
| Mizuki Tanimoto   | Marathon         |                      |                      |                      |                      | 2:39:09 h            | 07                   |
| Ayako Kimura      | 100 m Hürden     | 13,19 s              | 28                   | DNQ                  | DNQ                  | –                    | –                    |
| Asuka Terada      | 100 m Hürden     | 13,20 s              | 29                   | DNQ                  | DNQ                  | –                    | –                    |
| Reimi Yoshimura   | 3000 m Hindernis | 9:55,72 min          | 39                   |                      |                      | DNQ                  | DNQ                  |
| Nanako Fujii      | 20 km Gehen      |                      |                      |                      |                      | 1:34:50 h            | 07                   |
| Kumiko Okada      | 20 km Gehen      |                      |                      |                      |                      | 1:34:36 h            | 06                   |
| Masumi Fuchise    | 50 km Gehen      |                      |                      |                      |                      | 4:41:02 h            | 11                   |

#### Sprung/Wurf
| Athletin         | Disziplin  | Qualifikation | Qualifikation | Finale     | Finale |
| Athletin         | Disziplin  | Weite/Höhe    | Platz         | Weite/Höhe | Platz  |
| ---------------- | ---------- | ------------- | ------------- | ---------- | ------ |
| Nanaka Kori      | Diskuswurf | 48,82 m       | 29            | DNQ        | DNQ    |
| Haruka Kitaguchi | Speerwurf  | 60,84 m       | 13            | DNQ        | DNQ    |
| Yuka Satō        | Speerwurf  | 55,03 m       | 29            | DNQ        | DNQ    |

### Männer

#### Laufdisziplinen
| Athlet | Disziplin    | Vorlauf        | Vorlauf | Halbfinale | Halbfinale | Finale       | Finale |
| Athlet | Disziplin    | Zeit           | Platz   | Zeit       | Platz      | Zeit         | Platz  |
| --- | ------------ | -------------- | ------- | ---------- | ---------- | ------------ | ------ |
| Yoshihide Kiryū | 100 m        | 10,18 s        | 15      | 10,16 s    | 15         | DNQ          | DNQ    |
| Yūki Koike | 100 m        | 10,21 s        | 20      | 10,28 s    | 22         | DNQ          | DNQ    |
| Yūki Koike | 200 m        | 20,46 s        | 24      | DNQ        | DNQ        | –            | –      |
| Abdul Hakim Sani Brown | 100 m        | 10,09 s        | 08      | 10,15 s    | 14         | DNQ          | DNQ    |
| Kirara Shiraishi | 200 m        | 20,62 s        | 30      | DNQ        | DNQ        | –            | –      |
| Jun Yamashita | 200 m        | 20,62 s        | 31      | DNQ        | DNQ        | –            | –      |
| Julian Walsh | 400 m        | 45,14 s PB     | 07      | 45,13 s PB | 13         | DNQ          | DNQ    |
| Yūki Kawauchi | Marathon     |                |         |            |            | 2:17:59 h    | 29     |
| Kohei Futaoka | Marathon     |                |         |            |            | 2:19:23 h    | 37     |
| Hiroki Yamagishi | Marathon     |                |         |            |            | 2:16:43 h SB | 25     |
| Shunsuke Izumiya | 110 m Hürden | DNS            | DNS     | –          | –          | –            | –      |
| Taiō Kanai | 110 m Hürden | 13,74 s        | 29      | DNQ        | DNQ        | –            | –      |
| Shunya Takayama | 110 m Hürden | 13,32 s        | 05      | 13,58 s    | 17         | DNQ          | DNQ    |
| Takatoshi Abe | 400 m Hürden | 49,25 s        | 02      | 48,97 s    | 10         | DNQ          | DNQ    |
| Masaki Toyoda | 400 m Hürden | 50,34 s        | 24      | 50,30 s    | 23         | DNQ          | DNQ    |
| Kōki Ikeda | 20 km Gehen  |                |         |            |            | 1:29:02 h    | 06     |
| Eiki Takahashi | 20 km Gehen  |                |         |            |            | 1:30:04 h    | 10     |
| Toshikazu Yamanishi | 20 km Gehen  |                |         |            |            | 1:26:34 h    | Gold   |
| Hayato Katsuki | 50 km Gehen  |                |         |            |            | 4:46:10 h    | 27     |
| Tomohiro Noda | 50 km Gehen  |                |         |            |            | DNF          | DNF    |
| Yūsuke Suzuki | 50 km Gehen  |                |         |            |            | 4:04:20 h    | Gold   |
| - Yoshihide Kiryū - Yūki Koike (Vorlauf) - Abdul Hakim Sani Brown - Kirara Shiraishi - Shūhei Tada (Finale) nicht auf Startlisten: - Asuka Cambridge - Jun Yamashita | 4 × 100 m    | 37,78 s SB     | 3       |            |            | 37,43 s AR   | Bronze |
| - Shōta Iizuka - Kentarō Satō - Kota Wakabayashi - Julian Walsh nicht auf Startliste: - Yoshinobu Imoto - Rikuya Itō - Mitsuki Kawauchi - Tomoya Tamura              | 4 × 400 m    | 3:02,05 min SB | 9       |            |            | DNQ          | DNQ    |

#### Sprung/Wurf
| Athlet            | Disziplin      | Qualifikation | Qualifikation | Finale     | Finale |
| Athlet            | Disziplin      | Weite/Höhe    | Platz         | Weite/Höhe | Platz  |
| ----------------- | -------------- | ------------- | ------------- | ---------- | ------ |
| Takashi Etō       | Hochsprung     | 2,17 m        | 25            | DNQ        | DNQ    |
| Ryō Satō          | Hochsprung     | 2,25 m        | 22            | DNQ        | DNQ    |
| Naoto Tobe        | Hochsprung     | 2,26 m        | 14            | DNQ        | DNQ    |
| Masaki Ejima      | Stabhochsprung | 5,45 m        | 28            | DNQ        | DNQ    |
| Daichi Sawano     | Stabhochsprung | 5,45 m        | 27            | DNQ        | DNQ    |
| Seito Yamamoto    | Stabhochsprung | 5,60 m        | 20            | DNQ        | DNQ    |
| Yūki Hashioka     | Weitsprung     | 8,07 m        | 03            | 7,97 m     | 08     |
| Shōtarō Shiroyama | Weitsprung     | 7,94 m        | 08            | 7,77 m     | 11     |
| Hibiki Tsuha      | Weitsprung     | 7,72 m        | 18            | DNQ        | DNQ    |
| Ryōhei Arai       | Speerwurf      | 81,71 m       | 15            | DNQ        | DNQ    |

#### Zehnkampf
| Athlet         | Disziplin | 100 m   | Weitsprung | Kugelstoßen | Hochsprung | 400 m      | 110 m Hürden | Diskuswurf | Stabhochsprung | Speerwurf | 1500 m      | Punkte | Platz |
| -------------- | --------- | ------- | ---------- | ----------- | ---------- | ---------- | ------------ | ---------- | -------------- | --------- | ----------- | ------ | ----- |
| Keisuke Ushiro | Ergebnis  | 11,44 s | 6,90 m     | 14,31 m     | 1,90 m     | 51,42 s SB | 15,26 s      | 48,41 m SB | 4,50 m         | 61,36 m   | 4:52,12 min | 7545   | 16    |
| Keisuke Ushiro | Punkte    | 765     | 790        | 747         | 714        | 750        | 818          | 837        | 760            | 758       | 606         | 7545   | 16    |

### Mixed
| Athlet | Disziplin | Vorlauf        | Vorlauf | Halbfinale | Halbfinale | Finale | Finale |
| Athlet | Disziplin | Zeit           | Platz   | Zeit       | Platz      | Zeit   | Platz  |
| --- | --------- | -------------- | ------- | ---------- | ---------- | ------ | ------ |
| - Kōta Wakabayashi (m) - Seika Aoyama (w) - Saki Takashima (w) - Tomoya Tamura (m) nicht auf Startliste: - Mitsuki Kawauchi (m) - Nanako Matsumoto (w) - Kentarō Satō (m) | 4 × 400 m | 3:19,71 min NR | 16      |            |            | DNQ    | DNQ    |